# Montblanc (Unternehmen)

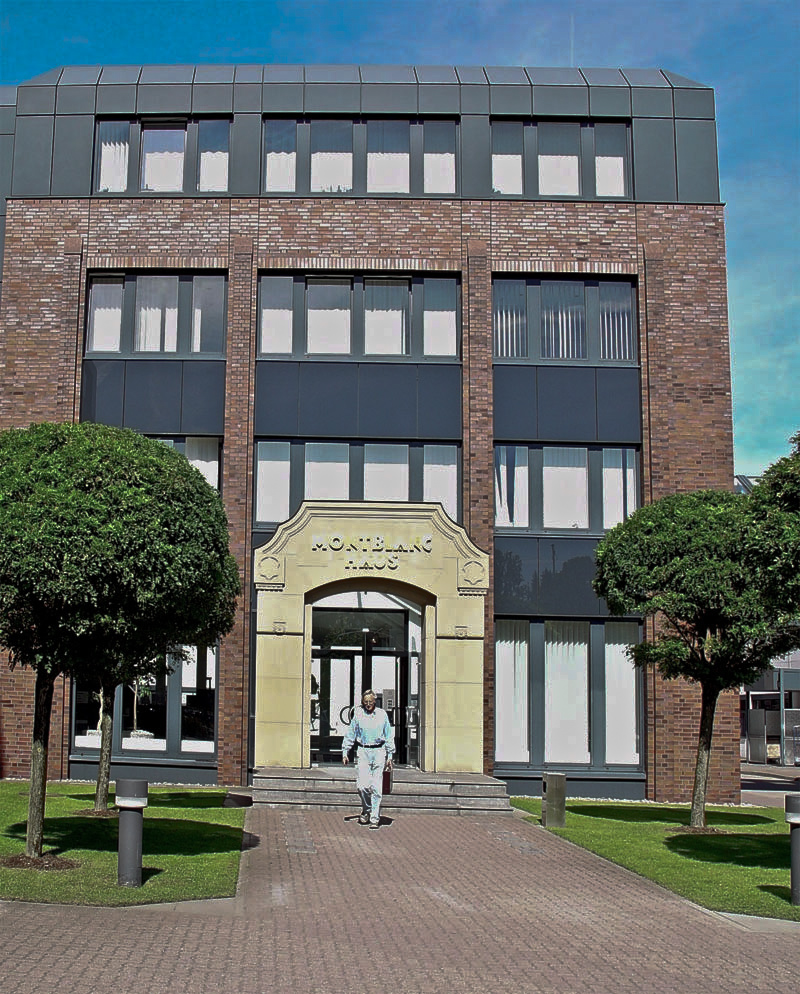
Unternehmenssitz, seit 1989 im Hellgrundweg in Hamburg-Lurup

Montblanc bzw. die Montblanc International GmbH ist einer der führenden Hersteller von hochwertigen Schreibgeräten, Armbanduhren, Schmuck und Lederwaren. Das Unternehmen hat seinen Stammsitz in Hamburg, wo etwa 1.000 der weltweit 3.300 Beschäftigten arbeiten. Zwar sind Schreibgeräte noch immer der Hauptträger des Umsatzes, aber seit das Sortiment Mitte der 1990er Jahre erweitert wurde, kommen mehr als 40 Prozent der Erlöse aus dem Geschäft mit Lederwaren, Armbanduhren, Schmuck, Accessoires und Parfüm. 90 Prozent des Gesamtumsatzes werden dabei im Ausland, insbesondere im asiatischen Raum, erwirtschaftet.
Das ursprünglich deutsche Unternehmen Montblanc wurde 1977 von der britischen Dunhill-Gruppe aufgekauft und gehört seit 1993 zur Schweizer Richemont-Gruppe. Das Geschäft ist in der Montblanc International GmbH mit Sitz in Hamburg gebündelt. Zu dieser gehören 16 Tochtergesellschaften in Europa, Nordamerika und Asien, darunter die Montblanc Deutschland GmbH in Hamburg, die Montblanc Simplo Ges.mbH in Wien und die Montblanc Suisse SA in Zürich sowie die Montblanc Montre SA in Le Locle, welche die Produktion der Armbanduhren verantwortet. Der Montblanc-Umsatz wurde für das Geschäftsjahr 2011 auf 672 Millionen Euro beziffert.
Am Stammsitz Hamburg wurde 2022 das Firmenmuseum im neuen Montblanc-Haus eröffnet.

## Geschichte
Der deutsche Ingenieur August Eberstein begann 1906 in Berlin mit der Produktion von Füllfederhaltern, um diese an verschiedene Schreibwarenhändler in Hamburg und Berlin zu verkaufen. Eberstein hatte in Amerika einen großen Erfahrungsschatz in der Produktion von Füllfederhaltern gesammelt und dort diverse Patente angemeldet. Unterstützt wurde er insbesondere für den Export durch den deutschen Kaufmann Alfred Nehemias, der lange in England gelebt hatte.
Auf der Suche nach weiteren Kapitalgebern stellte Alfred Nehemias 1907 den Kontakt zu Johannes Voß, einem Unternehmer aus Hamburg, her, der sich für das neue Schreibgerät begeisterte. Voß wollte vorerst als stiller Teilhaber fungieren und fand in seinem Nachbarn Max Koch, einem ehemaligen Beamten, der geerbt hatte, einen weiteren Geldgeber. So wurde 1907 die SIMPLO Filler PEN Co. Max Koch gegründet, die Anfang 1908 in das Handelsregister eingetragen wurde. Es wurde in Hamburg im Industriepalast, Caffamacherreihe 1/5, mit 22 Mitarbeitern produziert.

Johannes Voß

Der Name SIMPLO war ein Begriff für eine einfache Steuer im mitteldeutschen Raum und sollte die Einfachheit der Bedienung des Füllfederhalters unterstreichen. Eberstein wird der Vater dieses Namens gewesen sein. Eine Verbindung zum Berliner Hersteller Armand Lamm (Armand Lamb), der schon 1905 einen Füller unter dem Namen Simplizissimus angeboten hat, bestand nicht. Vielmehr ist davon auszugehen, dass Eberstein den Namen SIMPLO aus den Vereinigten Staaten mitgebracht hat.
Die ersten Füller waren Kopien des Modells „Non-Leakable“ des amerikanischen Herstellers Moore, dessen Herstellung Eberstein sehr gut kannte; er wurde aus Hartgummi gedreht. Es handelte sich dabei um einen sogenannten Schiebefüllhalter, bei dem die Feder herausgeschoben wurde. Eberstein produzierte auch Sicherheitshalter, bei denen die Feder herausgedreht werden konnte, und perfektionierte dieses System. Die hohe Funktionsqualität sorgte für derart gute Verkaufserfolge, dass sogar am Markt etablierte Unternehmen wie Mars Staedtler und Faber-Castell ihre Füllfederhalter bei der SIMPLO herstellen ließen. Die SIMPLO verkaufte ihre Produkte unter mehreren Namen wie ROUGE-ET-NOIR oder SIMPLO Gold. Die Füllfederhalter waren aus Hartgummi und hatten zunächst einen roten Kappenkopf.

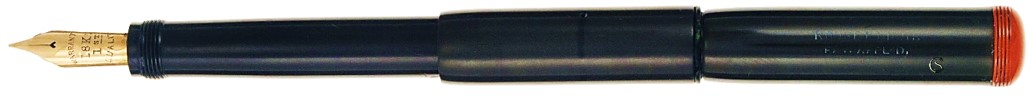
Rouge et Noir, 1909

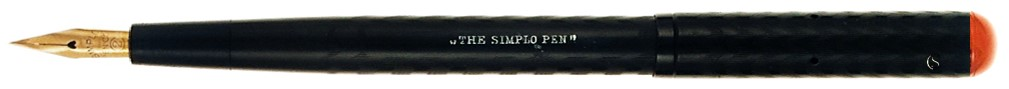
Simplo Pen, 1908

Inzwischen war von den ursprünglichen Gründungsgesellschaftern nur noch Johannes Voß übriggeblieben. Max Koch konnte die vertraglich festgelegten zusätzlichen Kapitaleinlagen nicht leisten und schied als Gesellschafter aus. Alfred Nehemias verstarb 1909 plötzlich und August Eberstein veruntreute Firmeneigentum. Johannes Voß schaffte es aber, neue Gesellschafter und fähige Mitarbeiter zu finden, damit das junge Unternehmen erfolgreich bleiben konnte. 1910 wurde erstmals ein Füllfederhalter mit einem weißen Kappenkopf unter dem Namen MONTBLANC angeboten. Da der weiße Kappenkopf in Deutschland nicht schützbar war, suchte man nach einem schützbaren Markensymbol, um sich gegenüber den Wettbewerbern abzugrenzen. 1913 wurde der Stern als Schutzmarke eingetragen und 1914 zierte erstmals ein Stern den Kappenkopf eines MONTBLANC-Füllhalters.

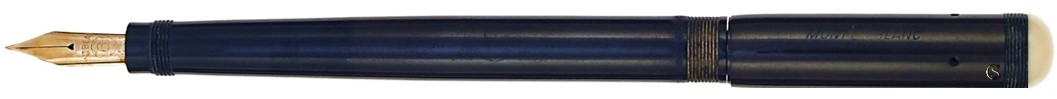
Montblanc mit weißem Kappenkopf, 1910

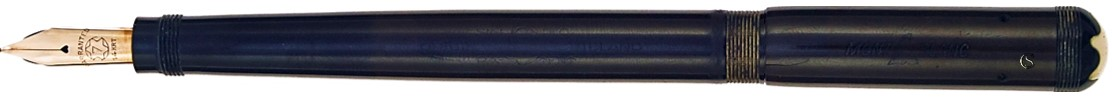
Montblancstern im Kappenkopf, 1915

Letztendlich handelt es sich dabei aber eben nicht um einen Stern, sondern um den stilisierten Gipfel des Berges Mont Blanc mit seinen sechs Tälern. In dieser Zeit wurden bereits Handelsvertretungen im europäischen Ausland z. B. in London und Paris gegründet. 1914 wurde die Simplo-Filler-Pen & Co. In: Simplo Füllfedergesellschaft umbenannt. 1919 eröffnete das erste Montblanc-Geschäft in Hamburg, das ausschließlich Montblanc-Produkte anbot. Weitere wurden in den nächsten Jahren in Berlin, Köln, Breslau und weiteren Städten eröffnet.

Briefkopf Montblanc 1935

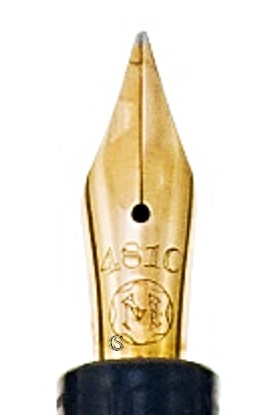
Feder mit dem Imprint 4810

Ab 1924 wurde die hochwertigste Produktlinie als sogenanntes Meisterstück mit lebenslanger Garantie vermarktet. Dieser Begriff bezeichnete damals keine spezielle Form oder ein spezielles Design, doch die mit diesen Produkten realisierte Qualität war für den Ruf von Montblanc prägend. Nicht zuletzt durch eindrucksvolle Werbekampagnen konnte das Unternehmen bereits in den 1920er Jahren international seinen Ruf als Hersteller luxuriöser Schreibgeräte festigen. Schon Mitte der zwanziger Jahre bot Montblanc hochwertige Lederwaren zur Sortimentsabrundung an. Ab 1930 trugen Meisterstück-Federn die Prägung „4810“, die damals offiziell vermessene Höhe des Berges Mont Blanc in Meter. Im März 1934 wurde das Unternehmen in die bis heute existierende Montblanc-Simplo GmbH umbenannt.
1935 übernahm Montblanc einen Lederwarenhersteller aus Offenbach. Im Zweiten Weltkrieg wurden die Montblanc-Fabrikationsstätten zum großen Teil zerstört und mussten nach dem Krieg wieder aufgebaut werden. Daher wurde in dieser Zeit die bestehende Produktion für Montblanc-Schreibgeräte in Dänemark ausgebaut.

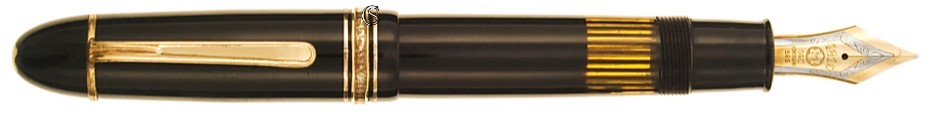
Montblanc Meisterstück 149 von 1952

Seit 1952 wird der „149er“, das aktuell bekannteste „Meisterstück“, hergestellt und bis heute in kaum veränderter Form produziert. Markenzeichen ist neben dem weißen Stern ein spezieller Clip und auf der Feder die Prägung „4810“. 1960 wurde die damals moderne „60 Line“-Kollektion eingeführt. In der Folgezeit gab es weitere Serien, von denen viele später wieder eingestellt wurden. Bis heute stellen die Meisterstücke einen bedeutenden Teil des Schreibgerätesegments dar, zudem werden die Schreibgeräteserien Bohème (seit dem Jahr 2000) und Starwalker (seit 2003) angeboten. Seit 1991 werden die Montblanc-Stifte als Reaktion auf die hauptsächlich aus dem asiatischen Raum stammenden Montblanc-Fälschungen mit Seriennummern versehen. Die Marke „Montblanc“ und der Begriff „Meisterstück“ sind nicht eindeutig geschützt und werden weltweit von mehreren Unternehmen, auch aus anderen Branchen, genutzt. Montblanc-Produkte werden deshalb mit zusätzlichen geschützten Markenbezeichnungen gekennzeichnet.
Ende der 1970er Jahre stand das Unternehmen in Zeiten sinkender Absatzzahlen aufgrund von zunehmender Konkurrenz durch Billigmarken sowie einer allgemeinen Abkehr der Verbraucher von Füllhaltern (wegen Hinwendung zu Kugelschreibern) genau wie viele der Wettbewerber stark unter Druck. 1977 war inzwischen die britische Dunhill-Gruppe als Mehrheitsgesellschafter eingestiegen und überarbeitete konsequent das teilweise nicht mehr ertragreiche und zeitgemäße Sortiment. 1985 übernahm die Alfred Dunhill Ltd. das Unternehmen Montblanc vollständig. Inzwischen erlebten hochwertige Füllfederhalter eine Renaissance und Montblanc konnte durch die Wiederaufnahme und den Ausbau der hochpreisigen und prestigeträchtigen Meisterstückserie an diesem Trend partizipieren. 1993 wurde die Dunhill-Holding mit Cartier zusammengeschlossen und in Groupe Vendôme umbenannt, die 1998 vom Schweizer Richemont-Konzern gekauft wurde. Montblanc gehört neben anderen Marken bis heute zum Richemont-Konzern. Ab Mitte der 1990er Jahre erweiterte Montblanc das Produktportfolio. 1992 wurde die traditionsreiche Seeger Lederwaren übernommen. Seither gibt es unter dem Namen Montblanc für Damen und Herren auch Lederwaren (seit 1995) wie Handtaschen oder Gürtel. Später durch weitere Produzenten auch Schmuck (seit 1996) wie Halsketten, Ringe, Manschettenknöpfe etc., Armbanduhren (seit 1997 durch Übernahme der Manufaktur Minerva) sowie in Lizenz Sonnenbrillen (seit 2001 mit Lizenz bei Marcolin) und Parfüm (seit 2001) zu kaufen.

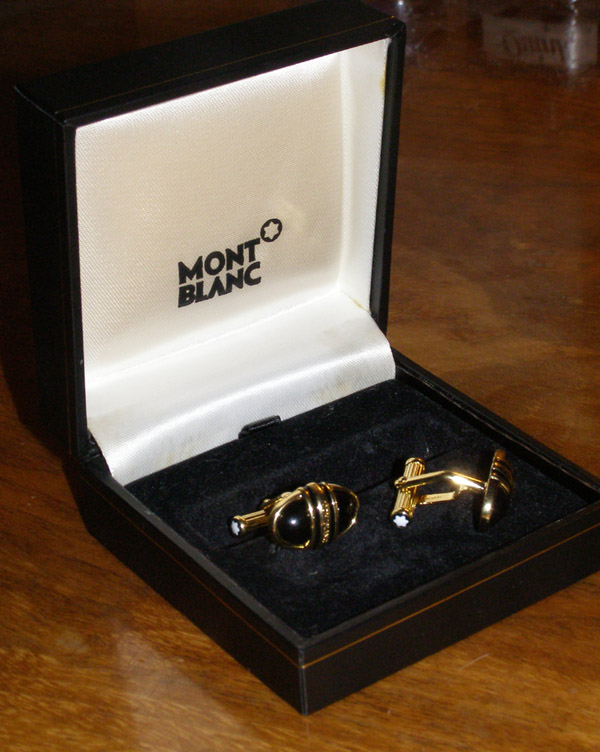
Montblanc-Manschettenknöpfe

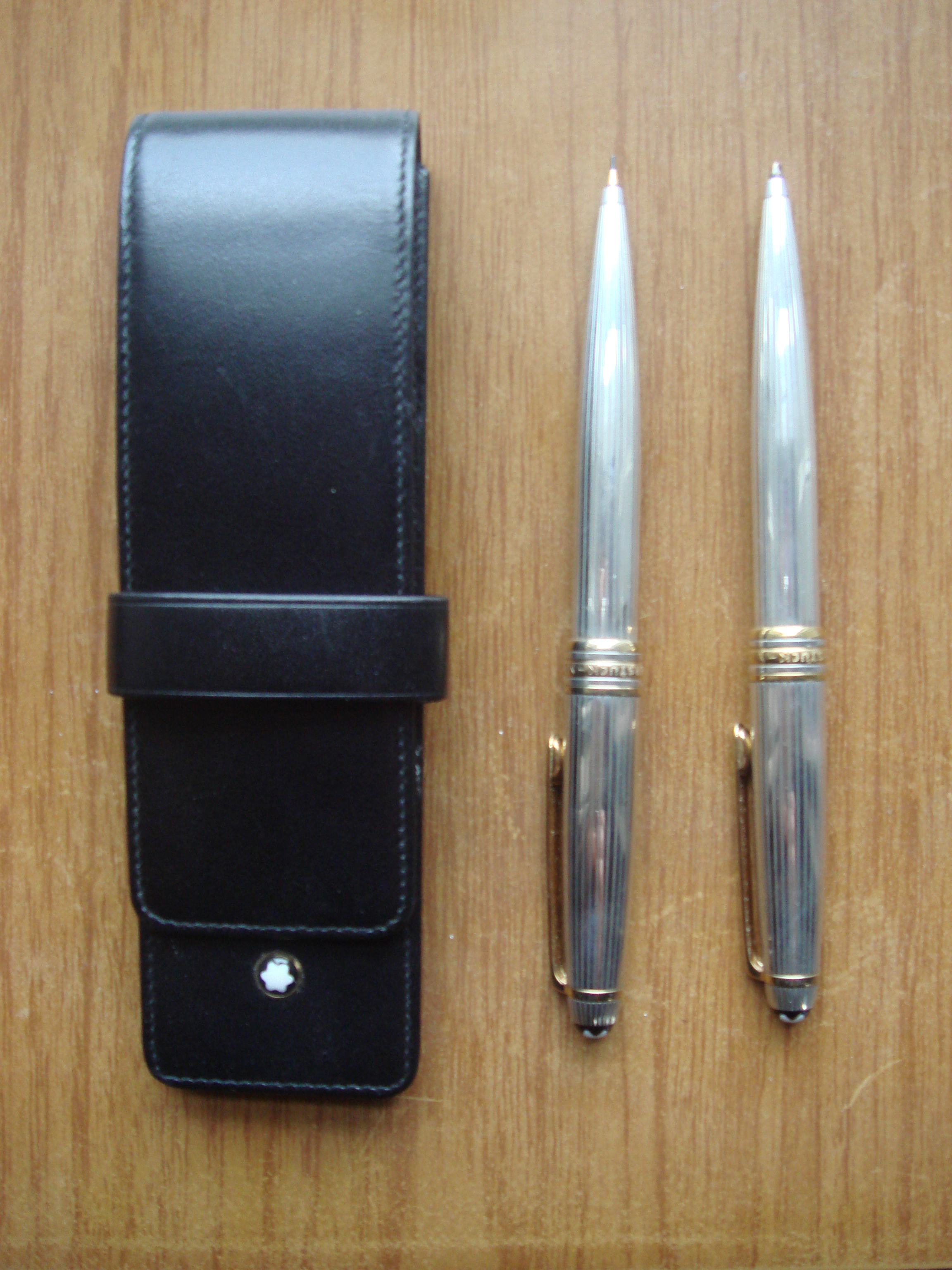
Meisterstück Sterling Silver Serie mit Lederetui

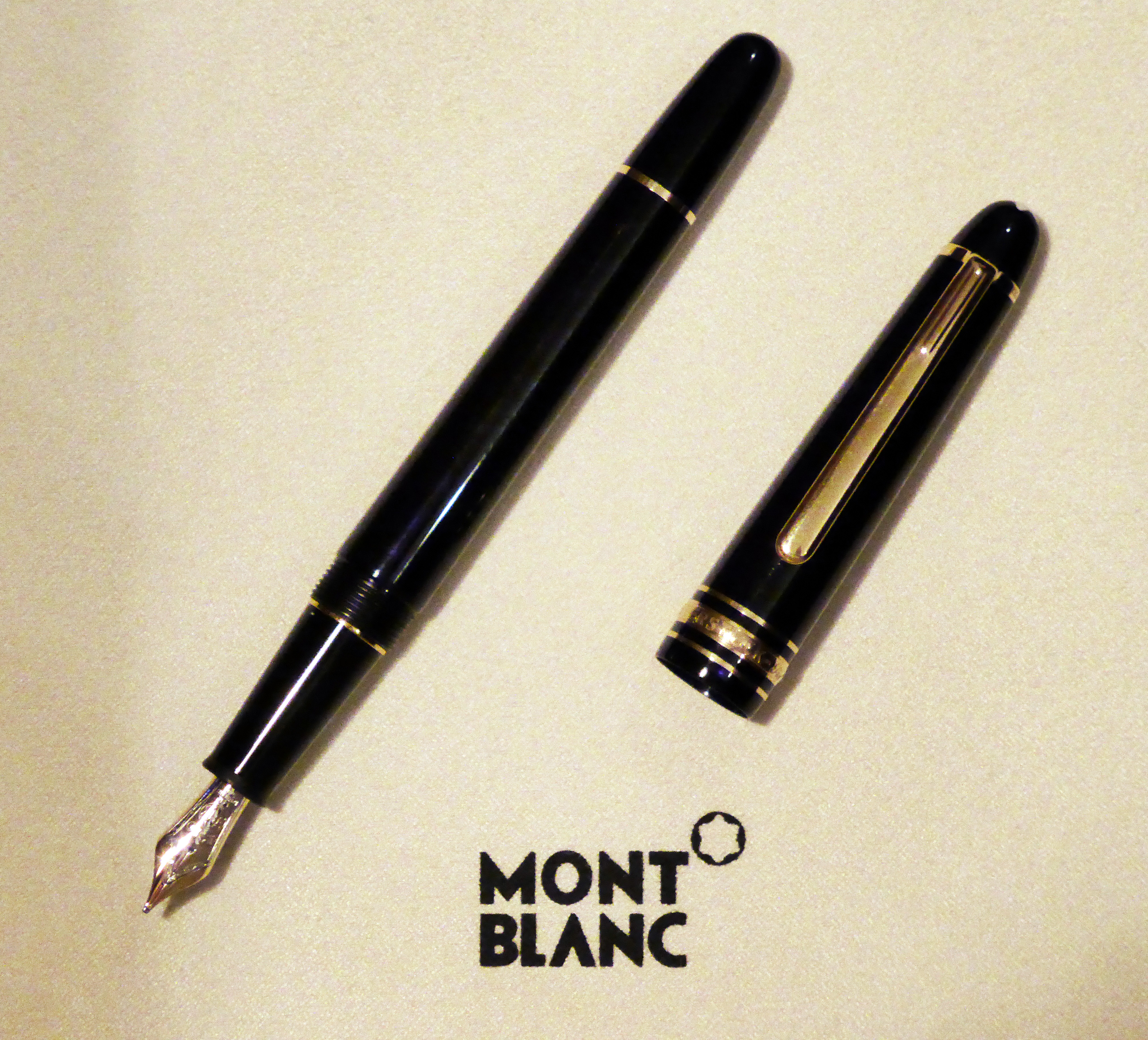
Mont Blanc Meisterstück Classique Mod. 145

1990 wurde die erste internationale Montblanc-Boutique in Hongkong eröffnet; es folgten Geschäfte in Paris und London. 1999 wurde ein Flagshipstore in New York City eingeweiht. Ende 2011 gab es weltweit in über 70 Ländern insgesamt rund 400 Montblanc-Geschäfte. Dazu kommen über 10.000 Verkaufsstellen im gehobenen Einzelhandel. Im Geschäftsjahr 2011 machte der Umsatz von Montblanc mit 672 Millionen Euro (bei einem Betriebsgewinn von 109 Millionen Euro) etwa 10 % des Gesamtumsatzes der Richemont-Gruppe aus. Montblanc beschäftigte 2011 weltweit rund 3.300 Mitarbeiter, davon etwa 1.000 in Deutschland.
Zeitweise stellte Montblanc auch die Schreibgeräte anderer Marken wie Dunhill (England), Montegrappa (Italien) und Cartier pens (Frankreich) her. Inzwischen ist dies aber nicht mehr der Fall. So wurde beispielsweise nach dem Verkauf der Marke Montegrappa durch Richemont im Jahr 2009 die Produktion dieser Schreibgeräte in Hamburg eingestellt. 2009 war geplant, die traditionsreichen Seeger-Lederwaren zu schließen und die Produktion nach Italien zu verlegen, Montblanc verkaufte letztendlich die Firma an einen Finanzinvestor.
Montblanc startete erst im Herbst 2012 mit dem Onlinevertrieb seiner Produkte. Durch die Initiative einiger weniger Fachhändler erhielten im Jahr 2012 die ersten drei Online Shops die offizielle Erlaubnis für den Online-Verkauf von Montblanc Artikeln, die zunächst noch einer Vielzahl von Vorgaben entsprechen mussten, wie ein Montblanc „Online-Shop-in-Shop“ auszusehen habe. Seit ca. 2018 erhielten immer mehr Händler die Lizenz für den Online-Verkauf. Die Vorschriften wurden massiv gelockert, das Design war plötzlich nicht mehr so wichtig und schließlich ging auch Montblanc mit einem eigenen Markenshop direkt ins Netz. Das Bewusstsein, dass sich der E-Commerce zu einem wichtigen Abverkaufskanal entwickelt hatte, war auch bei Montblanc endlich angekommen. Mittlerweile ist das Online-Händler-Netz weltweit etabliert.
2022 wurde in der direkten Nachbarschaft zur Manufaktur in Hamburg das neue Montblanc-Haus eröffnet.

### Kollektionen (Schreibgeräte)
- Meisterstück (im Jahr 1924 eingeführt, in verschiedenen Ausführungen und Materialien, darunter der Klassiker Montblanc Meisterstück 149 sowie Meisterstück Solitaire)
- Bohème (im Jahr 2000 eingeführte, an die ursprüngliche „Rouge-et-Noir“ Kollektion erinnernde Serie in verschiedenen Ausführungen und Materialien)
- StarWalker (im Jahr 2003 für eine jüngere Zielgruppe eingeführte Serie mit schwebendem Montblanc-Emblem im transparenten Kappenkopf)
- Etoile de Montblanc (mit einem schwebenden Diamanten in Form des Montblanc-Emblems in einer transparenten Kuppel; in verschiedenen Ausführungen)

### Sammlerausgaben
Sammlerausgaben werden in limitierter Stückzahl produziert und gerne nach berühmten Persönlichkeiten benannt, deren Namen nicht markenrechtlich geschützt sind. Typische Sammlerausgaben sind:
- Writers Editions (seit 1992 erscheint jährlich eine Ausgabe zu Ehren eines Schriftstellers bspw. Hemingway, Schiller, Franz Kafka, Oscar Wilde, Daniel Defoe etc.)
- Patron of Art Editions (ebenfalls seit 1992 bestehende Reihe mit den Namen bedeutender Kunst- und Kulturmäzene der Geschichte bspw. Peter der Große, Lorenzo di Medici, Elisabeth I. etc.)
- Anniversary 1924 und 75 Edition (Jubiläums-Edition zum 100- bzw. 75-jährigen Bestehen des Unternehmens)
- Special Theme Editions (Sonderausgaben zu bestimmten Themen bspw. mit Lalique-Glas, mit Meissner Porzellan, mit Jade etc.)
  - Annual Editions (2003 bis 2011, mit Kappe aus Meissener Porzellan)
  - Skeleton Editions (mit Skelett-artigem Mittelbau, der freie Sicht auf das Innenleben ermöglicht)
  - Diva Line (mit Namen bekannter Hollywood-Schauspielerinnen: Greta Garbo, 2006; Marlene Dietrich, 2007, Ingrid Bergman, 2009)
  - Artisan Editions (Montblanc Prince Rainier III Limited Edition 81 aus dem Jahr 2007 mit Stückpreis 200.000 Euro)
  - Montblanc Ateliers Privés Limited Edition Four Elements
  - Great Characters (u. a. Mahatma Gandhi, John Lennon, Alfred Hitchcock, Albert Einstein, Leonardo da Vinci, John F. Kennedy (JFK), Andy Warhol etc.)
  - UNICEF Editions (Meisterstück „Sign up for the right to write“, 2004 und „Signature for Good“ Special Edition und Limited Edition, 2009 und 2013)
  - Muses Edition (u. a. Marilyn Monroe, Maria Callas und Elizabeth Taylor)

Zudem gibt es verschiedene Sonderausgaben, die in der Stückzahl nicht begrenzt, aber nur eine bestimmte Zeit produziert werden. Hierzu zählen:
- Donation Pens (Ein Teil des Erlöses dieser ab 2000 hergestellten und unter dem Namen berühmte Musiker angebotenen Schreibgeräte wird zur aktiven Kulturförderung verwendet.)
- 2011 wurde von Montblanc die Schmuck- und Schreibwarenkollektion „Princess Grace de Monaco – A tribute to grace and elegance“[7] aufgelegt. Die Firma unterstützte mit dieser Kollektion gleichzeitig die Princess Grace Foundation mit einer Spende von 1.000.000 Dollar.[8]

### Minen
Nach den Fallminen-Bleistiften wurde der Mechanical Pencil seitens Montblanc im Jahr 1935 eingeführt. Heute werden überwiegend Drehbleistifte (twist action) angeboten, in einigen Serien auch Bleistifte mit einem Drücker-Mechanismus (push action). Die heute verkauften Stifte mit Bleistift-Minen haben Durchmesser in 0,5 mm, 0,7 mm, 0,9 mm und 5,5 mm (Leonardo Sketch Pen). Früher hergestellte Modelle wurden auch mit 1,18 mm Minen bestückt, sogar auch als 4-farbige Bleistifte geliefert.
Den Ballpoint Pen (Kugelschreiber) hat Montblanc 1959 eingeführt, die Tinte der Mine ist ölig-zähflüssig.
Der Rollerball bzw. auch Fineliner wurde von Montblanc im Jahr 1989 eingeführt, mit einer wasserbasierten Tinte in der Mine.

## Weitere Geschäftszweige
Seit den 1990er Jahren bietet Montblanc auch weitere Luxusartikel wie z. B. Lederwaren und Uhren sowie in Lizenz Parfüm und Sonnenbrillen an.

### Uhren

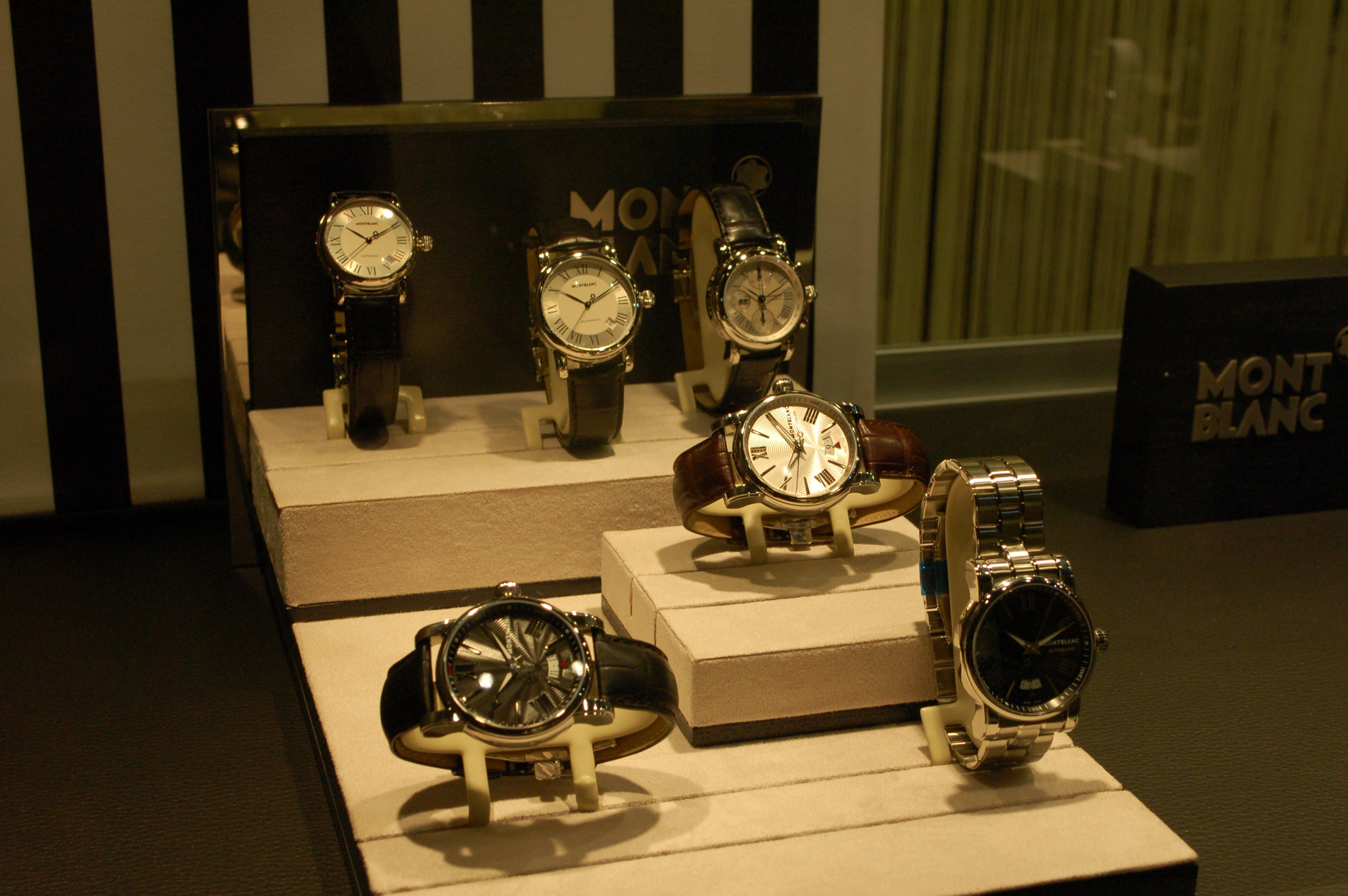
Verschiedene Montblanc-Uhren

Die Montblanc-Armbanduhren werden seit 1997 in Le Locle im Neuenburger Jura hergestellt. Die Jahresproduktion dieser Uhren in der Preisspanne von rund 4000 bis 10.000 Euro beträgt rund 70.000 Exemplare. In einer höheren Liga liegen die Modelle der Serie Villeret 1858, welche in Villeret von der ehemaligen Uhrenfabrik Minerva produziert werden und je nach Ausführung zwischen 60.000 und 400.000 Euro kosten. Die Uhr Montblanc Nicolas Rieussec, benannt nach dem Erfinder des Chronographen, wurde 2009 mit dem dritten Preis des Montre de l’année 2009 ausgezeichnet.

### Parfüm
Seit 2001 bietet Montblanc in Lizenz-Zusammenarbeit anfangs mit Wella/Procter & Gamble und seit 2010 mit dem New Yorker Parfümhersteller Inter Parfums, Inc. Düfte für Damen und Herren unter den folgenden Namen an:
Présence (2001), Présence Cool (2002), Présence d’une femme (2002), Individuel (2004), Femme Individuelle (2004), Starwalker (2005), Femme de Montblanc (2006), Homme exceptionnel (2006), Legend (2011), Legend pour Femme (2012), Explorer (2019).

## Montblanc-Haus

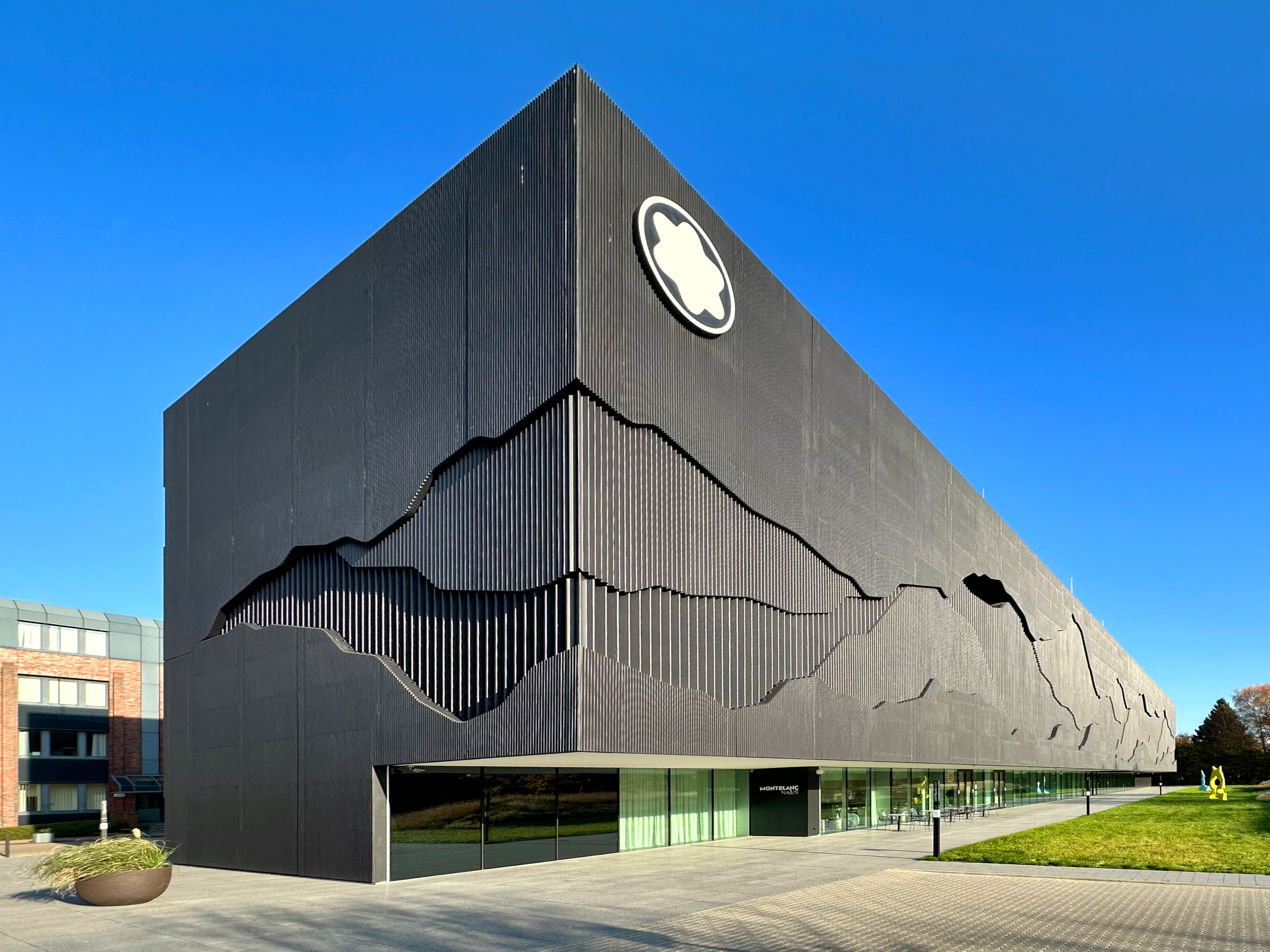
Montblanc-Haus in Hamburg-Lurup (2023)

Am 10. Mai 2022 wurde in der direkten Nachbarschaft zur Manufaktur in Hamburg das neue Montblanc-Haus (in eigener Schreibweise MONTBLANC HAUS) eröffnet.
300 Gäste aus Politik, Kunst und Kultur waren zur Eröffnung eingeladen. Darunter die US-Schauspieler Maggie Gyllenhaal und Oscar Isaac, der Singer-Songwriter Jamie Cullum sowie die Schauspieler Jannis Niewöhner, Daniel Brühl und Trystan Pütter.
Auf einer Fläche von 3.600 m² ist auf drei Etagen mit dem Montblanc Haus ein Firmen-Museum und Bildungseinrichtung entstanden.
Der über 100 Meter lange Neubau des spanischen Architektenbüros Nieto Sobejano soll an eine Federhalter-Schachtel erinnern.
Ganz im Montblanc-Stil ist der Komplex im klassischen Schwarz des „Meisterstückes“ und zudem mit einer Silhouette des Mont-Blanc-Massives gestaltet, die nachts mit Beleuchtungseffekten besonders betont wird. Dazu wurde die Fassade mit 450 Leuchten versehen, die unsichtbar in die Fassade eingelassen sind. Ein DMX steuert unzählige Möglichkeiten der Inszenierung. Zusätzlich wird mit versteckt montierten Scheinwerfern ein Auflicht kombiniert. Das Projekt hat über 30 Millionen Euro gekostet.
Das Montblanc Haus erzählt die Geschichte von Montblanc von der Gründung bis zur Gegenwart. In der Dauerausstellung sind 30 Original-Handschriften u. a. von Albert Einstein, Ernest Hemingway, Frida Kahlo, The Beatles, Jackie Chan, Rainer Maria Rilke oder Karl Lagerfeld ebenso zu sehen wie mehr als 410 Schreibgeräte, von historischen Füllfederhaltern bis hin zu den neuesten Exemplaren. Neben der Dauerausstellung gibt es auch eine temporäre Ausstellung, die zweimal jährlich wechselt. Des Weiteren gibt es im neuen Montblanc Haus ein Café, eine Boutique und Schreibateliers für Workshops und Schulklassen.
Das Montblanc Haus ist auf allen Ebenen barrierefrei. Kostenlose Parkplätze befinden sich direkt vor dem Gebäude.
2023 wurde das Montblanc Haus mit dem Deutschen Lichtdesign-Preis in der Kategorie Außenbeleuchtung / Inszenierung ausgezeichnet.
In Hamburgs Sternschanzenviertel gab es bereits ein „Montblanc Haus“. Von den 1930er Jahren bis in die späten 1980er Jahre befand sich hier der Hauptsitz und die Manufaktur von Montblanc.

## Kunst und Kultur
Montblanc engagiert sich für Kunst und Kultur. So können z. B. junge Künstler wie Gabrielle Picco, Fabian Reimann oder Michael Hakimi in Montblanc-Boutiquen ihre Werke ausstellen. Montblanc arbeitet im Rahmen der Montblanc Cultural Foundation mit der „Galerie der Gegenwart“ in Hamburg zusammen. Darüber hinaus verleiht das Unternehmen mit dem „Montblanc de la Culture Arts Patronage Award“ einen Kulturpreis, der jedes Jahr zehn Mäzene aus zehn Ländern ehrt.
Zudem unterstützt Montblanc im Rahmen seines gemeinnützigen Engagements seit 2005 UNICEF mit den Kampagnen „Sign up for the right to write“ (2005), „The Power to write“ (2007) und „Signature for Good“ (2009). Für jedes verkaufte Produkt aus der Signature-for-Good-Kollektion wurde ein Teil des Erlöses an UNICEF gespendet. Damit sollte UNICEF bei seinen Bildungs- und Schulprogrammen in geringer entwickelten Ländern unterstützt und der Alphabetisierungsgrad dort erhöht werden.

## Trivia
- Zusammen mit der Zeitschrift Gala vergibt Montblanc seit 2003 den Titel Paar des Jahres. Als Preis dient ein Füllfederhalter aus Weißgold mit herzförmigem Rubin, der als „Bohème – Je t’aime“ für circa 18.000 Euro verkauft wird.[21]
- Im Jahr 2009 wurden von 115 Bundestagsabgeordneten insgesamt 396 Montblanc-Stifte im Wert von 68.800 Euro bestellt und von Steuergeldern bezahlt (bekannt als Montblanc-Affäre). Der Bund der Steuerzahler kritisiert den Einkauf vor allem auch, weil zahlreichen Käufern zum derzeitigen Moment bereits klar war, dass sie in Kürze aus dem Parlament ausscheiden würden. Der Kauf sei anscheinend zustande gekommen, da jedem Abgeordneten ein Budget an Bürobedarf bis zu einer jährlichen Höhe von 12.000 Euro zur Verfügung stehe und daraus nicht ausgeschöpfte Beträge an den Bundestag zurückgehen.[22]
- Der Journalistenpreis Feder für die Pressefreiheit verleiht als Preis eine Montblanc-Feder mit persönlicher Gravur